# Karl Gerhold (Politiker)
Karl Gerhold (* 1950) ist ein deutscher Politiker (CDU) und Unternehmer. Er war Chef der Staatskanzlei von Sachsen-Anhalt und ist geschäftsführender Gesellschafter der Getec-Gruppe.

## Leben
Gerhold stammt aus Altenhasungen in Hessen. Nach dem Abitur studierte er Volkswirtschaft an der Georg-August-Universität Göttingen. Anschließend trat er eine Stelle in der öffentlichen Verwaltung an.
Gerhold ist verheiratet und hat drei Kinder. Seine Familie zählte zu den vermögendsten in Sachsen-Anhalt.

## Wirken
Gerhold machte Karriere im Niedersächsischen Innenministerium. Nach der Wende wurde er Beauftragter der Niedersächsischen Landesregierung für Sachsen-Anhalt. 1990 berief ihn Gerd Gies, erster Ministerpräsident von Sachsen-Anhalt, zum Chef der Staatskanzlei.
Nach Gies’ Rücktritt zog sich auch Gerhold im Jahr 1991 aus der Politik zurück. 1993 wechselte er in die Wirtschaft und gründete einen Energiedienstleister in Magdeburg. Die Getec-Gruppe befindet sich bis heute in Familienbesitz.
Gerhold übernahm weitere Positionen, etwa als Vorsitzender des Verwaltungsrats des Mitteldeutschen Rundfunks. Für sein Engagement wurde er 2011 mit dem Bundesverdienstkreuz ausgezeichnet. Seit 2016 ist Gerhold zudem Ehrenbotschafter der Landeshauptstadt Magdeburg.
Gerhold war  im Jahr 2022 Mitglied der 17. Bundesversammlung.